# 2005年亞洲區域U13錦標賽
亞洲U13錦標賽于2005年举办分区赛。 本届比赛并非亚足联官方举办。

## 分区赛
本届比赛，亚足联在亚洲各大赛区实行分区赛，作为将来举办锦标赛的试点，因此不决定全亚洲最终比赛的冠军。此外，由于球员属于未成年人，因此球员姓名不公开。
A组，B组的比赛均在卡塔尔举办。C组的比赛在孟加拉国举办。D组的比赛均在乌兹别克斯坦举办。E组的比赛在柬埔寨举办。F组的比赛均在老挝举办。G组，H组的比赛均在中国举办。

### A组
- 阿曼
- 葉門
- 阿联酋
- 叙利亚
- 巴勒斯坦

### B组
- B队
- 巴林
- 黎巴嫩
- 科威特
- 约旦
- 伊拉克

### C组
- A队
- 尼泊尔
- 不丹
- 斯里蘭卡
- 巴基斯坦

### D组
- B队
- 印度
- 伊朗

### E组
- 柬埔寨
- 柬埔寨 B队
- 菲律賓
- 马来西亚
- 馬爾地夫
- 印度尼西亞

### F组
- 緬甸
- 新加坡
- 泰國
- 越南
- B队

### G组
- 中國
- 中國 1队
- 日本
- 澳門
- 關島

### H组
- 中國 B队
- 中國 2队
- 中華臺北
- 蒙古国
- 香港